# Congomys verschureni
Congomys verschureni is een knaagdier uit het geslacht Congomys dat voorkomt in het noordoosten van de Democratische Republiek Congo. Er zijn vijf exemplaren bekend. Deze soort is oorspronkelijk beschreven als een soort van Malacomys, maar latere informatie geeft een nauwere verwantschap met Praomys aan, hoewel sommige genetische gegevens op een verwantschap met Myomyscus yemeni wijzen. De kop-romplengte bedraagt 90 tot 129 mm, de staartlengte 132 tot 143 mm, de achtervoetlengte 28 tot 31 mm, de oorlengte 18 tot 24 mm en het gewicht 36 tot 65 gram.